# A Song Is Born
Singles par Song Nation
The Meaning of Peace
(2001)
Singles par Ayumi Hamasaki
Dearest
(2001) Daybreak
(2002)
A Song is Born (écrit en minuscules : a song is born) est un single attribué à Ayumi Hamasaki & Keiko, interprété en duo par Ayumi Hamasaki et Keiko de globe.

## Présentation
Le single sort le 12 décembre 2001 au Japon sous le label Avex Trax, composé et produit par Tetsuya Komuro, sur des paroles de Ayumi Hamasaki. Il atteint la 1re place du classement de l'Oricon. Il se vend à 200 110 exemplaires la première semaine, et reste classé pendant 10 semaines, pour un total de 441 410 exemplaires vendus durant cette période.
Ce single fait partie du projet collaboratif Song Nation de Avex Trax, destiné à collecter des fonds pour les victimes des attentats du 11 septembre 2001 aux États-Unis. La chanson-titre figurera sur l'album Song Nation (en) qui sortira le mois suivant, et dont deux autres singles en duo seront également tirés : The Meaning of Peace (par BoA et Kumi Koda) et Lovin' It (par Namie Amuro et Verbal de M-Flo). Une version de la chanson interprétée en solo par Ayumi Hamasaki et transcrite A Song is born figurera sur son album I Am... qui sort le mois suivant, puis sur sa compilation A Best 2: White de 2007, et en version remixée sur son album de remix My Story Classical de 2005.

## Liste des titres
Toutes les paroles sont écrites par Ayumi Hamasaki, toute la musique est composée par Tetsuya Komuro.
| 1. | A Song is Born (Original Mix) (a song is born...)          | 6:03 |
| 2. | A Song is Born (TV Mix) (a song is born...) (instrumental) | 6:01 |